# Cercamoniinae
A Cercamoniinae alcsalád a főemlősök kihalt csoportja, amely a Notharctidae családba tartozik.

## Rendszertan
- Notharctidae
  - Cercamoniinae
    - Anchomomys
    - Buxella
    - Darwinius
    - Donrussellia
    - Europolemur
    - Mahgarita
    - Panobius
    - Periconodon
    - Pronycticebus